# Emperatriz viuda Shangguan
La Magnífica Emperatriz Viuda Shangguan (上官太皇太后; el nombre personal se desconoce, 89 a. C. – 37 a. C.), también conocida como Emperatriz Shangguan (上官皇后), Emperatriz Xiaozhao (孝昭皇后) y Emperatriz Viuda Shangguan (上官太后), fue una emperatriz consorte, emperatriz viuda y Magnífica emperatriz viuda durante la dinastía Han y esposa del Emperador Zhao. Sirvió como regente de facto durante el breve periodo entre la deposición del Marqués de Haihun hasta la sucesión del Emperador Xuan de Han en 74 a. C. 
Su padre era Shangguan An (上官安), hijo de Shangguan Jie (上官桀). Su madre era hija de Huo Guang. Fue una figura clave en una serie de incidentes políticos a mediados de la dinastía Han, y pasó toda su vida adulta como magnífica emperatriz viuda y viuda sin familia. Ambos lados de su familia fueron exterminados en dos ejecuciones en masa como castigo por ser parientes de individuos acusados de intentar usurpar el trono. Fue la persona más joven en toda la historia china en asumir los títulos de emperatriz viuda y magnífica emperatriz viuda.

## De fondo y matrimonio con el Emperador Zhao
Los abuelos de la Señora Shangguan, Huo Guang y Shangguan Jie (junto con el oficial de la etnia xiongnu Jin Midi), fueron corregentes del joven emperador Zhao, que ascendió al trono en 87 a. C. a los ocho años. Huo era el regente principal. Por entonces, la Señora Shangguan era muy pequeña.
No se sabe cuándo se casaron sus padres, pero sí está claro que sus abuelos eran colegas en la administración del Emperador Wu y grandes amigos. Sin embargo, después de que Jin, una influencia moderadora en la corregencia, falleciera en 86 a. C., empezaron a tener conflictos, porque Shangguan Jie no estaba contento con su función menor en la corregencia. En 84 a. C., Shangguan Jie quería casar a la Señora Shangguan, de cinco años, con el emperador. Huo Inicialmente se negó, considerando que era demasiado joven. Shangguan Jie se dirigió a otra parte en busca de apoyo para su plan. El padre de la Señora Shangguan, Shangguan An era amigo de la hermana del emperador Zhao, la princesa Eyi y de su amante, Ding Wairen (丁外人). Animó a Ding a persuadir a la princesa sobre la solidez del matrimonio. Argumentó que el poder de los Shangguan sería más firme con el matrimonio, y que entonces podrían ayudar a Ding a legitimar su relación con la princesa Eyi. Ella estuvo de acuerdo, y a finales de 84 a. C. la jovencísima Señora Shangguan fue creada consorte imperial (con el rango de jieyu). En 83 a. C., fue nombrada emperatriz.

## Como Emperatriz
Debido a su juventud (y la de su marido también), probablemente la emperatriz Shangguan no tuvo poder significativo en la corte tras el enlace. En 80 a. C., sin embargo, padecería la primera tragedia importante en su vida, la destrucción de su clan paterno, los Shangguan.
Los Shangguan, para mostrar su agradecimiento a Ding por su papel en facilitar el matrimonio entre la emperatriz Shangguan y el emperador Zhao, le quisieron nombrar marqués, pero esta petición fue rechazada por Huo, igual que sus esfuerzos subsiguientes para convertir a Ding en un oficial importante. Esto causó que la princesa Eyi se sintiera resentida por el poder e influencia de Huo. Los Shangguan, la princesa Eyi, el príncipe Dan de Yan, y el vice primer ministro Sang Hongyang (桑弘羊; resentido porque su sistema de monopolio, que consideraba clave para las finanzas del estado, estaba siendo desmantelado), formaron una conspiración anti-Huo. En 80 a. C., el príncipe Dan envió un informe al emperador Zhao, acusando a Huo de ejercer indebidamente la autoridad imperial. El plan de los conspiradores era que apenas el emperador Zhao autorizara una investigación, Shangguan Jie y Sang arrestarían e inmediatamente ejecutarían a Huo. Sin embargo, después de que el informe fuera entregado al Emperador Zhao, el emperador de 14 años no tomó ninguna medida al respecto. Al día siguiente, convocó a Huo a palacio y le exoneró, razonando que las acciones de las que se le acusaba habían ocurrido tan recientemente que el príncipe Dan, a una gran distancia, no podría haberlas conocido, y por lo tanto el informe tenía que ser falso. En este punto, la conspiración anti-Huo no fue descubierta, pero todo el mundo quedó impresionado con la sensatez mostrada por el joven emperador.
Más tarde el mismo año, los conspiradores lo intentaron nuevamente. Su plan era que la princesa Eyi invitara a Huo a un banquete, y entonces emboscarle y matarle. Luego depondrían al Emperador Zhao y convertirían a Dan en emperador. (Sin embargo, presuntamente, los Shangguan pensaban matar al príncipe Dan una vez llegara a la capital y declarar a Shangguan Jie emperador). La conspiración fue revelada por un criado de la princesa Eyi, y los conspiradores fueron arrestados y ejecutados junto con sus clanes enteros. La princesa Eyi y el príncipe Dan fueron forzados a suicidarse. La emperatriz Shangguan se salvó debido a su corta edad y ser nieta de Huo.
En 74 a. C., el Emperador Zhao murió a la edad de 21 años. La Emperatriz Shangguan, entonces con 15, se convirtió en viuda y lo sería por el resto de su vida. No habían tenido hijos y el Emperador Zhao no había tenido tampoco descendencia con sus concubinas. (No está claro si el matrimonio llegó a consumarse, aunque probablemente sí tras la menarquia de la joven).

### Función en la crisis de sucesión
Huo rechazó la sucesión de Liu Xu (劉胥), Príncipe de Guangling y el único hijo superviviente del Emperador Wu, porque el emperador Wu no había favorecido al príncipe Xu, que era conocido por ser compulsivo en sus acciones. Por tanto, se volvió hacia el Príncipe He de Changyi, un nieto del Emperador Wu. La Emperatriz Shangguan probablemente no fue consultada sobre el proceso de selección. Cuando ascendió al trono, la Emperatriz Shangguan se convirtió en emperatriz viuda.

## Breve reinado del príncipe He de Changyi
Una vez emperador, el príncipe empezó inmediatamente a ofrecer promociones y ascensos a sus subordinados de Changyi. Tampoco guardó debidamente el periodo de luto, sino que festejaba día y noche y salía de visitas. Su comportamiento como emperador sorprendió y decepcionó a Huo, que reflexionó sobre sus opciones. A sugerencia del Ministro de Agricultura, Tian Yannian (田延年), empezó a considerar la posibilidad de deponer al nuevo emperador. Después de consultar con otros oficiales, Huo pasó a la acción.
Huo y los otros oficiales convocaron una reunión de oficiales de alto nivel y anunciaron el plan para deponer al emperador, forzando a los otros oficiales a estar de acuerdo con el plan bajo pena de muerte. Como grupo, fueron al palacio de la Emperatriz Viuda Shangguan para informarla de las ofensas del príncipe. Ella estuvo de acuerdo con su plan, e inmediatamente ordenó que los subordinados del príncipe He de Changyi fueran expulsados del palacio (unos 200) y entonces arrestados por Zhang. Luego convocó al propio príncipe a su presencia, el cual aun no sabía lo que estaba pasando. Solo supo que algo iba mal cuando vio a la Emperatriz Viuda Shangguan sentada en su trono llevando un vestido formal recubierto de joyas, y los oficiales alineados junto a ella.
Huo y los altos funcionarios entonces ofrecieron sus artículos acusatorios contra el príncipe He, y estos artículos fueron leídos a la Emperatriz Viuda que reprendió verbalmente al príncipe. Los artículos del juicio político enumeran las principales ofensas cometidas por el príncipe como emperador:
- Negativa de abstener de carne y sexo durante el periodo de luto.
- Fracaso en mantener el sello imperial seguro.
- Promocionar y recompensar incorrectamente a sus subordinados de Changyi durante el periodo de luto.
- Participar en festines y juegos durante el periodo de luto.
- Ofrecer sacrificios a su padre durante el periodo de luto por su tío.

La emperatriz viuda Shangguan aprobó los artículos y ordenó que el príncipe fuera depuesto.

### Regencia y ascensión del Emperador Xuan
Durante casi un mes (a pesar de que inicialmente se pensó que el periodo podría ser más largo) la emperatriz viuda Shangguan escuchó informes y se pronunció sobre todos los asuntos importantes de estado. Fue durante este tiempo que empezó a aprender los clásicos confucianos con Xiahou Sheng (夏侯勝).
Tras el destronamiento, Huo Guang hizo una segunda búsqueda de un sucesor adecuado al trono. En algún punto, a recomendación de Bing Ji (丙吉), Huo se acercó a un plebeyo, el nieto del expríncipe heredero Liu Ju. Era hijo del Emperador Wu y la Emperatriz Wei Zifu que se suicidó en 91 a. C. después de ser forzado a una rebelión infructuosa contra su padre. Liu Ju era sobrino nieto de la Emperatriz Shangguan.
Huo entonces entregó formalmente la propuesta a la Emperatriz Viuda Shangguan, que la aprobó. Para evitar que un mero plebeyo ascendiera al trono, primero le creó Marqués de Yangwu, y en el mismo día, ascendió al trono como Emperador Xuan. La Emperatriz Viuda Shangguan recibió el título de Magnífica Emperatriz Viuda, título que portaría el resto de su vida.

## Magnífica Emperatriz Viuda

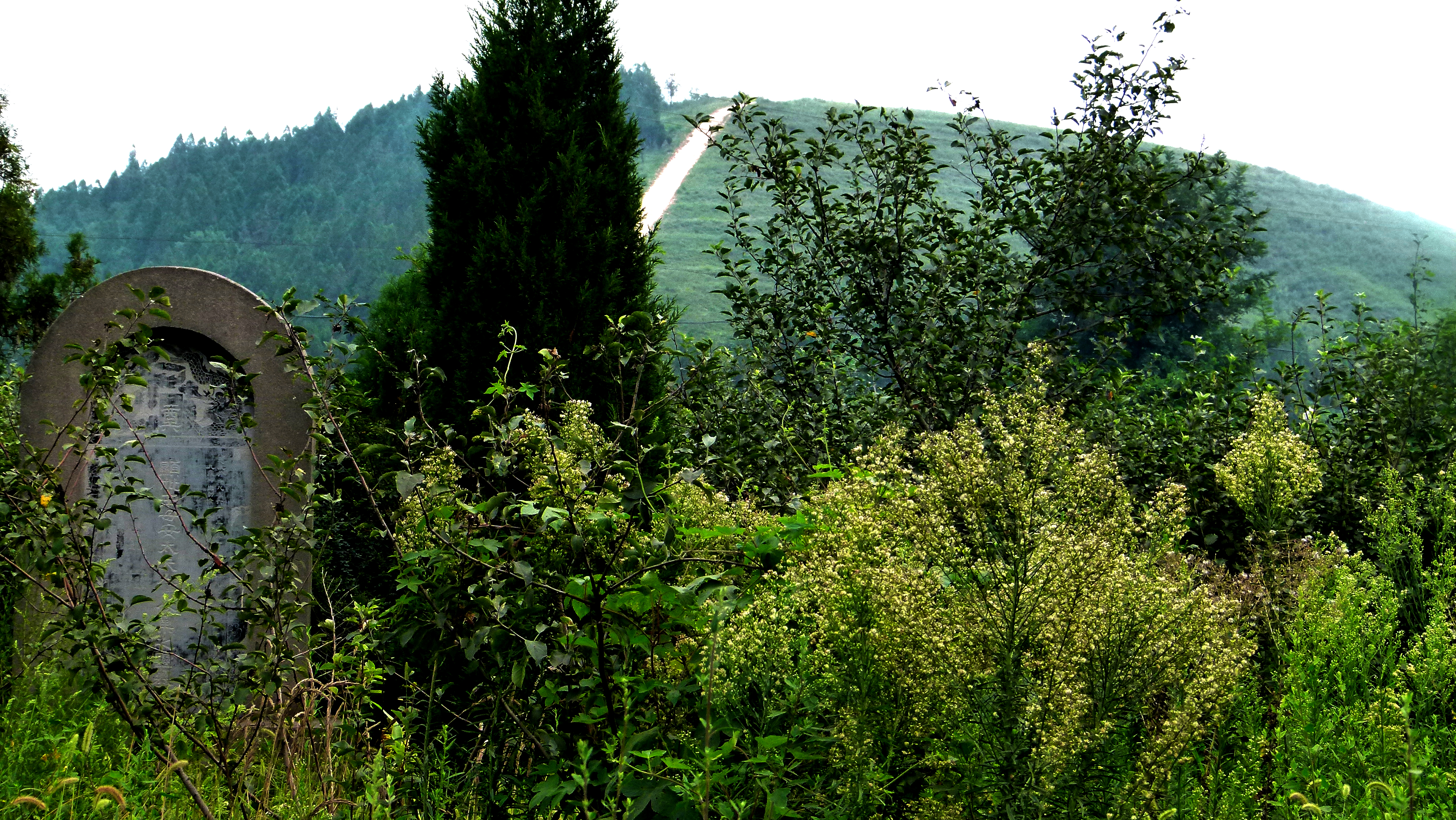
Tumba de la Emperatriz Shangguan en Pingling (平陵), Xianyang, Shaanxi.

Después de que el Emperador Xuan se convirtiera en emperador, la Magnífica Emperatriz Viuda Shangguan, todavía una adolescente, desapareció del ojo público. No obstante, a menudo recibía a sus parientes Huo como invitados, y la emperatriz del Emperador Xuan, Xu Pingjun, solía comer con ella. Al parecer mantuvieron una relación cordial, y sin duda no estuvo implicada en el complot de su abuela Xian (顯), que asesinó a la Emperatriz Xu en 71 a. C. por envenenamiento para permitir que su hija (y tía de la Magnífica Emperatriz Viuda Shangguan) Huo Chengjun se convirtiera en emperatriz. La relación de la Magnífica Emperatriz Viuda Shangguan con su tía y nueva emperatriz pareció ser menos cercana que con la emperatriz Xu.
Huo Guang murió en 68 a. C. pero sus hijos, yernos y sobrinos nietos permanecieron en cargos importantes y fueron nombrados marqueses. La familia Huo mantenía un lujoso modo de vida y actuaban como si fueran la casa imperial. El Emperador Xuan, descontento con la arrogancia de los Huo, empezó a despojarles gradualmente de sus poderes reales mientras les permitía mantener sus títulos formales.
En 67 a. C., el Emperador Xuan nombró a su hijo Liu Shi (劉奭, más tarde Emperador Yuan), de la Emperatriz difunta Xu, príncipe heredero, un acto que enojó mucho a la Señora Xian, que instruyó a su hija para asesinarle. Presuntamente, la Emperatriz Huo hizo múltiples intentos, pero siempre falló. Por entonces, el emperador también oyó rumores de que los Huo habían asesinado a la Emperatriz Xu, lo que lo llevó a despojar a los Huo de poder real.
En 66 a. C., la Señora Xian le reveló a su hijo y sobrinos nietos que, en verdad, había asesinado a la Emperatriz Xu. Temiendo lo que el emperador pudiera hacer si encontraba pruebas reales, la Señora Xian, su hijo, sus sobrinos nietos, y sus yernos formaron una conspiración para deponer al emperador. Su plan era pedir a la Magnífica Emperatriz Viuda Shangguan que invitara a la abuela del Emperador Xuan, la Señora Wang, al Primer ministro Wei Xiang (魏相) y al padre de la Emperatriz Xu, Xu Guanghan (許廣漢), planeando emboscarles y matarles (los Huo los consideraban rivales políticos), y entonces deponer al Emperador Xuan y entronizar al hijo de Huo, Huo Yu (霍禹). La conspiración fue descubierta y el clan Huo al completo fue ejecutado, dejando a la Magnífica Emperatriz Viuda Shangguan, que aparentemente no estuvo implicada, totalmente sin familia.
La única referencia a ella después del desastre fue que honró enormemente a su profesor Xiahou Sheng al llevar ropas de luto por él cuando murió. Falleció en 37 a. C., durante el reinado del hijo del Emperador Xuan, el Emperador Yuan, y fue enterrada con su marido el Emperador Zhao.